# Rotor de Savonius
 (novembre 2018).
Si vous disposez d'ouvrages ou d'articles de référence ou si vous connaissez des sites web de qualité traitant du thème abordé ici, merci de compléter l'article en donnant les références utiles à sa vérifiabilité et en les liant à la section « Notes et références ».
Pour les articles homonymes, voir Rotor.

Flux d'air dans un rotor de Savonius

Le rotor de Savonius est une éolienne à axe vertical inventée par l'ingénieur finlandais Sigurd Savonius en 1924 et brevetée en 1929.
Il entre dans la catégorie des machines dites « à traînée différentielle ». Le fonctionnement du rotor de Savonius est basé sur un couple aérodynamique induit par la déflexion de l'écoulement sur les pales.

## Conception

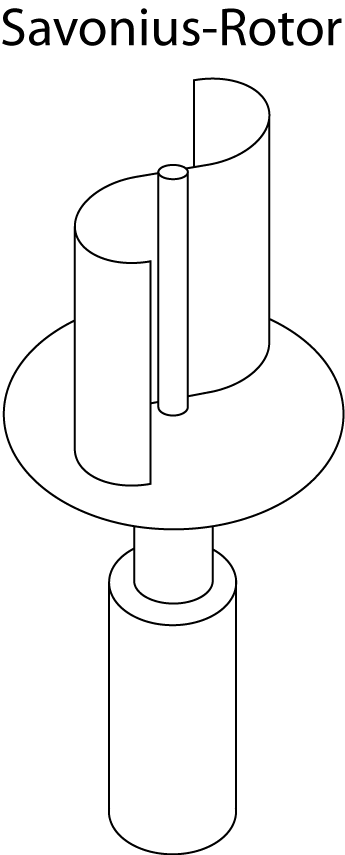
Ce rotor ressemble au type Savonius, mais il manque l'interstice central qui permet de rejeter l'air dans la pale opposée.

Le type Savonius, constitué schématiquement de deux godets demi-cylindriques légèrement désaxés présente un grand nombre d'avantages. Outre son faible encombrement, qui permet d’intégrer l’éolienne aux bâtiments sans en dénaturer l’esthétique, il est peu bruyant. Il démarre à de faibles vitesses de vent et présente un couple élevé quoique variant de façon sinusoïdale au cours de la rotation. L’accroissement important de la masse en fonction de la dimension rend l’éolienne de type Savonius peu adaptée à la production de masse dans un parc à éoliennes.
Le modèle original a été conçu avec un espacement e entre les pales tel que {\displaystyle {\frac {e}{D}}={\frac {1}{3}}} (où {\displaystyle D} représente le diamètre du rotor). Mais il présente de meilleures performances pour une géométrie telle que :
{\displaystyle {\frac {e}{D}}={\frac {1}{6}}}.

## Savonius hélicoïdale

Animation d'une éolienne de type pseudo Savonius hélicoïdale

Ce type d'éolienne connait actuellement un fort développement, il utilise le principe de base de l'éolienne Savonius, mais au lieu d'avoir des godet droits, ceux-ci sont vrillés hélicoïdalement autour de l'axe de rotation. Cela permet d'avoir un couple moteur plus constant, plutôt que par alternance lorsqu'un des godets est dans l'axe du vent. Ce type d'éolienne est de plus très compact par rapport à la surface au sol, puisque l'hélice est située le long de l'axe vertical, silencieuse et peut démarrer par vent très faible.
Pour toutes ces raisons, il est de plus en plus répandu dans l'architecture urbaine, éolienne directement sur les toits en Europe du Nord, éolienne sur poteaux d'éclairage, couplés à des panneaux photovoltaïques en Chine, ou de gratte-ciel à énergie positive, comme la tour de la Rivière des Perles de Canton, en Chine, ou bien encore le ferry à propulsion hybride, éolienne, photovoltaïque et diesel, Hornblower Hybrid de la baie de San Francisco, aux États-Unis d'Amérique.

## Utilisation

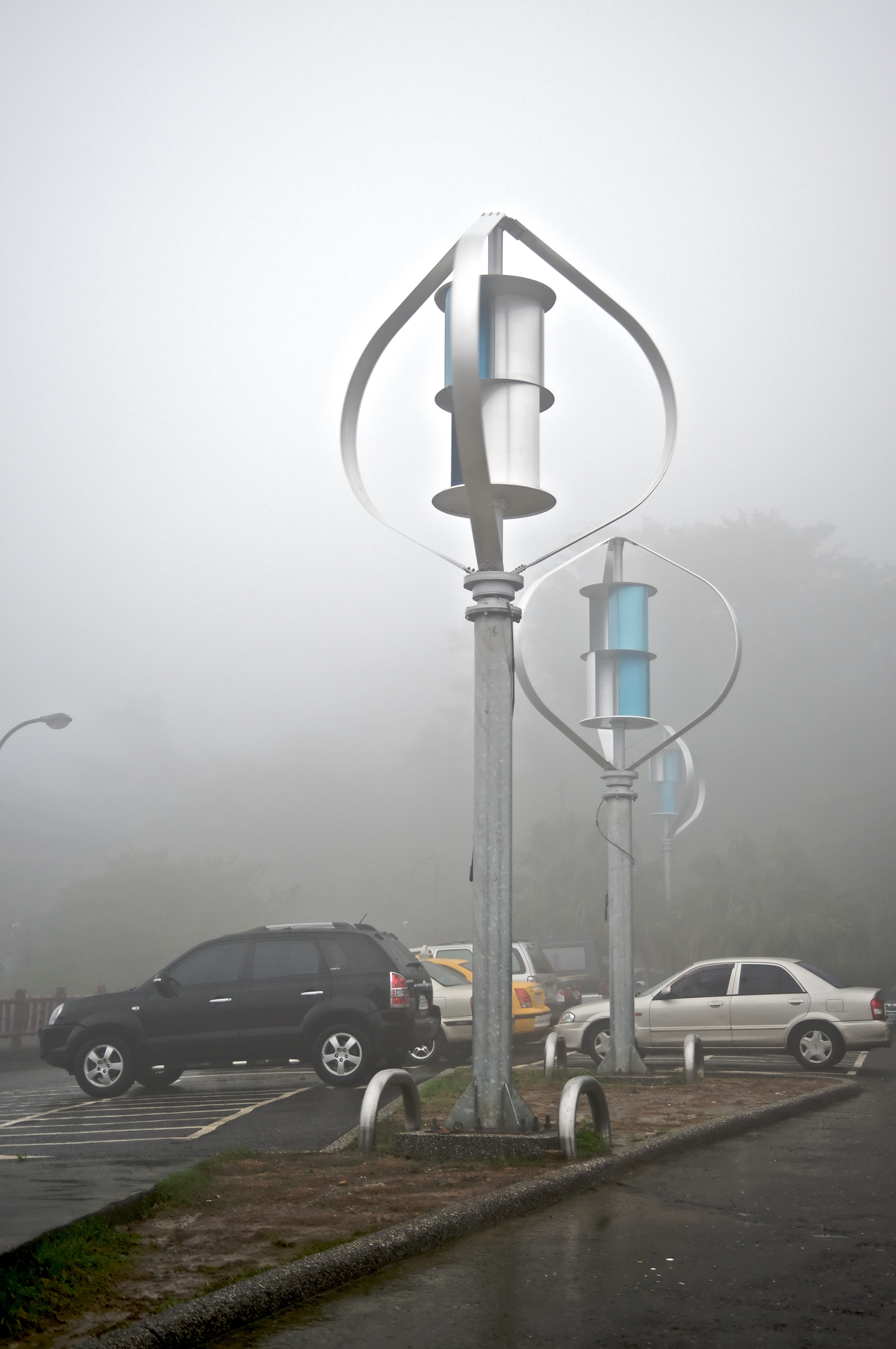
Éolienne combinant Savonius et Darrieus à Taïwan

On utilise l'éolienne Savonius pour des applications où l'on accorde plus d'importance au coût ou à la fiabilité qu'au rendement, ou pour des applications qui nécessitent un fort couple de démarrage. La plupart des anémomètres ne sont pas des Savonius.
Il existe bien d'autres types de machines à trainée différentielle appelés à tort Savonius, par exemple  le ventilateur Flettner, développé par l'ingénieur aéronautique allemand Anton Flettner dans les années 1920. Placé sur le toit des bus et des fourgonnettes, il en assure la ventilation et le refroidissement. Il est encore fabriqué par la société Flettner Ventilator Limited.
De petits faux rotors Savonius sont parfois utilisés à des fins publicitaires, la rotation attirant l'attention sur l'objet de la publicité. Les pales sont parfois décorées d'une animation à deux images.

## Caractéristiques
| Avantages                                   | Inconvénients         |
| ------------------------------------------- | --------------------- |
| Peu encombrante : axe vertical              | Faible rendement      |
| Peu bruyante                                | Masse non négligeable |
| Démarre à de faibles vitesses de vent       | Couple non constant   |
| Couple élevé au démarrage                   |                       |
| Pas de contraintes sur la direction du vent |                       |
| La plupart des gens la trouvent esthétique  |                       |

Il en existe de nombreuses variantes tant par la taille que par le modèle. Elles s'intègrent facilement dans le paysage, et peuvent être installées n'importe où grâce à leur axe vertical.